# Saint-Gervais (Val-d'Oise)
Saint-Gervais é uma comuna francesa na região administrativa da Ilha de França, no departamento do Vale do Oise. Estende-se por uma área de 13.18 km². Em 2010 a comuna tinha 927 habitantes (densidade: 70,3 hab./km²).